# Józef Stańczewski
Józef Stańczewski (vel Stanczewski, ur. 29 lipca 1901 w Wąbrzeźnie, zm. 9 lutego 1935 w Marumby Dos Elias) – polski pisarz, prozaik, działacz polonijny w Brazylii, znany pod pseudonimem Fredecensis. 

## Życiorys
W okresie zaboru pruskiego organizował kursy języka polskiego i historii dla młodzieży. W odrodzonej Polsce zajął się pisarstwem. W 1921 roku wyemigrował do Brazylii. Resztę życia prawie w całości poświęcił organizacji życia polonijnego w Brazylii. Pracował w organizacjach oświatowych, redakcjach gazet polskich, sprawował funkcję kierownika polskiej szkoły. Stańczewski jako autor napisał m.in. opracowanie „Polska w literaturze brazylijskiej”, „Słownik portugalsko-polski kolonisty polskiego w Brazylii”, kilka tomów poezji: „Pieśni z Pomorza”, „Jasełka parańskie”, „Pod Krzyżem Południa”. Zajmował się także historią Wąbrzeźna, w 1924 roku wydał pierwsze opracowanie dziejów miasta w języku polskim. Był to „Zarys historii miasta Wąbrzeźna”, wydany po raz drugi – już pośmiertnie – w 1935 roku. Napisał także sonet „Wąbrzeźno” oraz utwór „Benedyktynki toruńskie”. Swój talent literacki objawili także ojciec i brat Józefa. Ojciec, Bronisław Stańczewski jest autorem opowiadania „Papuga”, którego akcja toczy się w podwąbrzeskim Niedźwiedziu. Malował także obrazy, a najbardziej znany z nich – „Zamek biskupi w Wąbrzeźnie” znajduje się obecnie w Ratuszu miejskim. Brat Józefa, Edmund Stańczewski wydał w 2008 roku wspomnienia „Szeregowiec dwu armii”. Opisuje tam żołnierską tułaczkę od września 1939 roku aż do frontu włoskiego w 1945 roku. Wspomina także przedwojenne Wąbrzeźno. Powieść spisał kilka lat po wojnie, ale dopiero po 1989 roku zdecydował się na jej wydanie. 